# Grimlock (Transformers)
Pour les articles homonymes, voir Grimlock.
 (février 2017).
Si vous disposez d'ouvrages ou d'articles de référence ou si vous connaissez des sites web de qualité traitant du thème abordé ici, merci de compléter l'article en donnant les références utiles à sa vérifiabilité et en les liant à la section « Notes et références ».

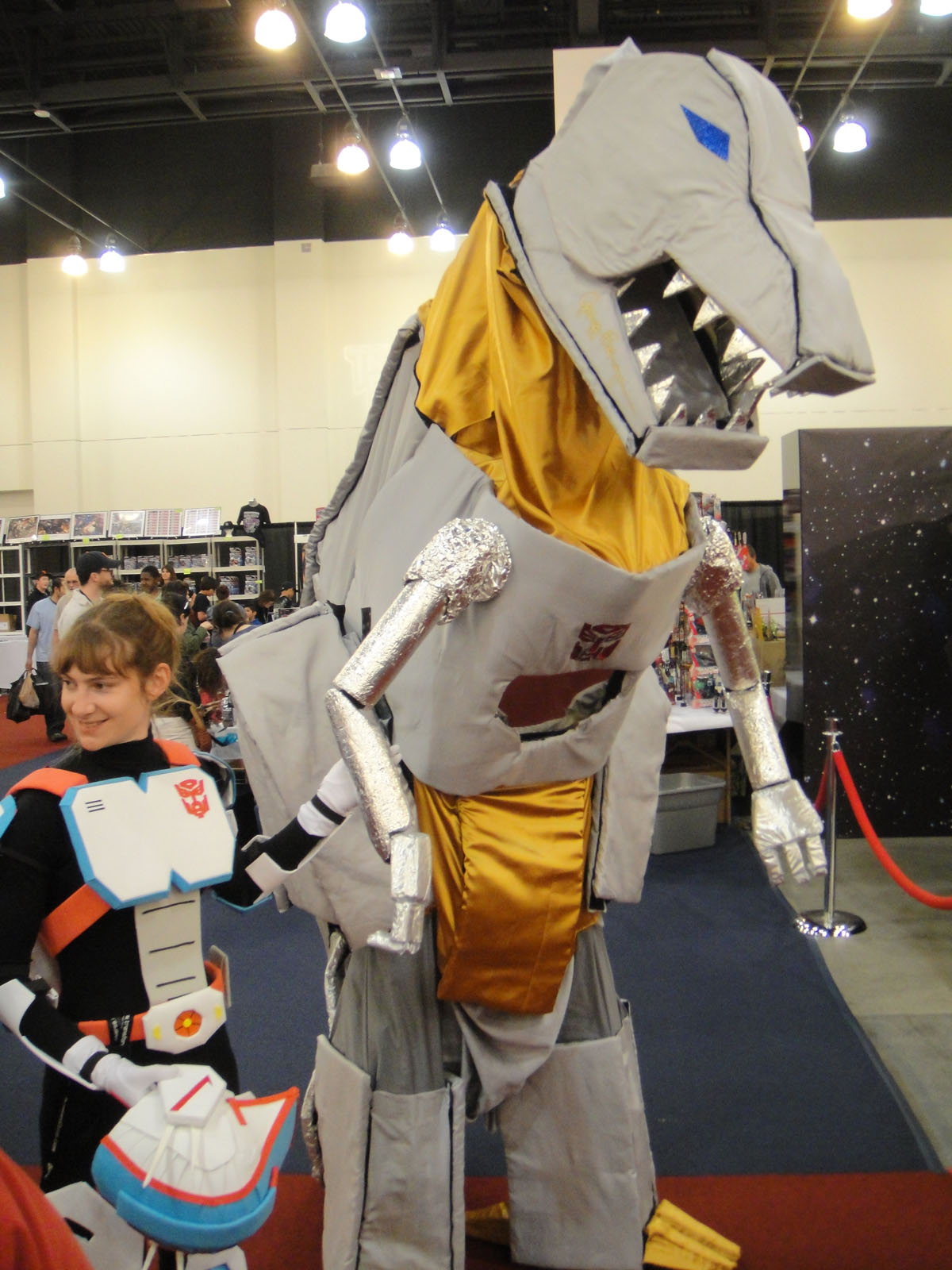
Transformers: Grimlock cosplay photo prise à la BotCon 2011 par Doug Kline

Grimlock est le nom d'un personnage de Transformers. Il est le chef des Dinobots, un groupe d'Autobots qui se transforment en dinosaures.

## Description
L'apparence de Grimlock est principalement connu pour sa transformation en tyrannosaure mécanique, il est doté d'une intelligence légère et s'exprime d'un langage primitif à la troisième personne.
Grimlock est très puissant et robuste, doté d'une force brutale contre ses adversaires decepticons, en mode dinosaure, il crache des flammes par sa gueule, utilise sa queue pour frapper et écrase ses ennemis avec ses pattes postérieures.
Dans la série Transformers Robots in disguise en 2000, Grimlock fait partie de l'équipe de construction des autobots, il ne se transforme pas en tyrannosaure, mais en excavatrice. Il peut se combiner pour former le super robot Landfill. Son intelligence est nettement supérieure au reste de l'équipe, contrairement à la série Generation 1.
Grimlock revient à son mode dinosaure et à son intelligence déficiente pour les séries animées suivantes, dans les jeux vidéo et au cinéma.
Dans la web série Transformers : Power of the Primes, Grimlock reprend sa forme originale de la série Generation 1. Avec ses compaires dinobots (Slug, Sludge, Snarl et Swoop), ils peuvent se combiner pour former le méga robot Volcanicus.

## Séries d'animation

### Transformers
Grimlock est le chef des Dinobots créé par Ratchet et Wheeljack à partir d'un fossile de tyrannosaure. 

### Transformers: Animated
Grimlock apparaît dans la série Transformers: Animated. Dans cette version, il a été créé par Mégatron avec un fragment du AllSpark comme Snarl et Swoop. Comme la saison 4 est annulée, il est présumé que Grimlock, Snarl et Swoop sont morts comme Starscream : en ayant perdu leur fragment du AllSpark lorsque Prowl et Jazz le reconstitue dans Fin de Partie (partie 2).

### Transformers Robots in Disguise
Grimlock est un des protagonistes principaux de la série Transformers Robots in Disguise. Dans cette version, Grimlock était un Décepticon prisonnier de l'Alchemor, les raisons de son incarcération sont assez floues, mais on peut supposer que ce sont les nombreux dégâts qu'il a provoqués sur Cybertron qui ont mené à son incarcération. Durant la saison 1, il sera réveillé de sa stase à la suite du crash de l'Alchemor, il s'alliera aux Autobots pour arrêter le fugitif Underbite. Par la suite il intègrera l'équipe et deviendra un Autobot à part entière à la fin de l'épisode 8. Contrairement à ses précédentes versions, Grimlock s'exprime parfaitement bien, mais reste cependant moins intelligent que ses compagnons.
Il a une peur bleue des chats.

### Transformers: Cyberverse
Grimlock réapparait dans cette série, reprenant un design proche de la Génération 1. Il est ici beaucoup plus intelligent que ses versions précédentes, il est également jovial et adore raconter des histoires. Il s'exprime en langage primitif sous sa forme de T-Rex, mais dans son mode robot, il s'exprime avec un langage courtois et soutenus.
Lorsque l'Arche s'écrasé sur Terre, Grimlock se retrouve éjecté du vaisseau. Il décide alors de partir à la recherche de l'Arche, durant ses recherches ils côtoient un groupe de dinosaures et se lie d'amitié avec eux. Il deviendra leur roi et c'est de là qu'il adoptera son mode alternatif de T-Rex. Il sera retrouvé, amnésique, par Bumblebee et Windblade et retrouvera la mémoire grâce à sa couronne.

### Transformers: EarthSpark
Grimlock revient dans cette série, avec un look proche de la Génération 1 et un caractère proche de celui de Cyberverse, il se change toujours en T-Rex, mais a du mal à contrôler cette forme qui le rend violent.
Il était un des soldats d'Optimus Prime lors de la grande guerre, mais a disparu après cette dernière, il sera retrouvé par le Dr. Mandroid qui le contrôle avec une puce. On le retrouve dans le double épisode "Chez soi" où il est devenu le champion d'une arène de combats de robots à Philadelphie, secrètement organisé par Mandroid, où y participent notamment des Décepticons en fuite. Ces combats servant à faire démonter les cybertroniens vaincus pour des expériences.
Bumblebee, qui menait l'enquête, affrontera alors son ami et avec l'aide des Terrans, parvient à lui retirer la puce qui le contrôlait. Le Dinobot entra ensuite dans un état de violence incontrôlée, se mettant à tout détruire sans distinction forçant l'éclaireur Autobot et les Terrans à se retirer. Il disparait peu après.
Dans Duel de dinosaures, Grimlock arrive chez les Malto toujours dans son état enragé, mais revient dans son mode robot grâce à Twitch. Durant son repos, il entrâine Jawbreaker à avoir plus confiance en lui, mais lorsque ce dernier obtient un mode alternatif de dinosaure et le provoque en duel, Grimlock perd le contrôle de lui-même, reprend son mode de T-Rex et attaque Witwicky. Il est finalement arrêté par Jawbreaker qui l'aide à reprendre le contrôle de lui-même.

## Films

### Transformers: L'Âge de l'extinction
Dans ce film, Grimlock et les Dinobots sont des guerriers ancestraux de Cybertron qui ont été capturés par le chasseur de primes Lockdown à la demande des créateurs. Ils sont ici incapables de parler.
Optimus le libère et lui propose une alliance contre le KSI et ses drones dirigés par Galvatron à Hong-Kong. Grimlock refuse et attaque le leader des Autobots qui parvient à le maitriser et lui ordonne de l'aider sous peine de mourir, Grimlock finit par se soumettre. Après la bataille finale, Grimlock et ses Dinobots sont libérés par Optimus et quittèrent le champ de bataille.

### Transformers: The Last Knight
Grimlock revient dans ce film où il est révélé avoir trouvé refuge dans la casse de Cade Yaeger avec les autres Dinobots (on ne voit en l'occurrence que Slug). Il affrontera la TRF, les Decepticons et il tuera le Dread Dreadbot. 
Il ne sera plus revu par la suite et la saga cinématographique étant entièrement renouvelée avec le film Bumblebee, son sort est à présent inconnu.

## Apparitions dans d'autres médias

### Livres
Grimlock a été présenté en 1985 dans une histoire du livre pour enfant Find Your Fate appelé « Dinobots Strike Back » écrit par Casey Todd.
Grimlock est apparu en 1986 dans le livre à colorier The Lost Treasure of Cybertron de Marvel Books.
Grimlock est apparu en 1993 dans le livre à colorier Transformers: Generation 2 "Decepticon Madness" de Bud Simpson.

### Manga
Dans le manga japonais "Grande Guerre" # 2, les Autobots Rodimus Prime, Grimlock, Kup et à Wheelie, avec leurs alliés humains Spike Witwicky et Daniel Witwicky envoyèrent Computron dans la bataille contre le nouveau guerrier de Galvatron Abominus.

### Jeux vidéo

#### Transformers: Fall of Cybertron
Dans ce jeu, Grimlock est le chef du groupe Lightning Strike Coalition affilié aux Autobots. Il a sous ses ordres, Slug, Snarl, Sludge et Swoop.
Bien que s'exprimant parfaitement, Grimlock conserve son caractère de brute et peu enclin à obéir à Optimus Prime. Peu de temps avant le début du jeu, son équipe avait été assigné à la protection de l'Arche, mais ils ont déserté pour enquêter sur une activité anormale dans la mer de rouille, ils furent alors capturé (sauf Sludge qui fut tué) par Shockwave qui se servit d'eux pour ses expériences. C'est d'ailleurs lui qui leur a donné leur forme alternative de dinosaures.
Lorsque Starscream a été vaincu par Mégatron ramené à la vie par Soundwave, il cherchera à convaincre Grimlock de le rejoindre, ce dernier refuse et parvient à se libérer de sa prison, il retrouve également Snarl, Slug et Swoop qui se sont accommodés à leur nouveau mode. Grimlock finit par débloquer son mode de T-Rex en affrontant des Insecticons. Il confronte alors Shockwave occupé à stabiliser un pont spatial en direction de la Terre, une planète riche en Energon, ce dernier piège Grimlock mais il parvient à se libérer et à arracher un bras au scientifique Décepticon, puis il détruit les commandes du pont spatial le rendant instable. Il parvient à s'échapper avec ses coéquipiers, mais ne fera pas partie de l'équipage de l'Arche.

#### Transformers: Devastation
Grimlock apparait comme l'un des Autobots jouables de ce jeu. Il reprend une apparence fidèle à la génération 1.

## Réception critique
Selon IGN, Grimlock est un des Autobots préférés du public.
Pour X-Entertainment, Grimlock est la deuxième figure Transformers préférée de tous les temps.